# Myki
Myki este un oraș în Grecia în prefectura Xanthi.